# Босняки в Черногории
Босняки (босн. Bošnjaci u Crnoj Gori, серб. Бошњаци у Црној Гори) — этническая группа в Черногории. Согласно последней переписи 2011 года, общая численность босняки в Черногории составляла 53 605 человек или 8,6% населения. Таким образом, они являются третьей по численности этнической группы в стране после черногорцев и сербов.

## Демография

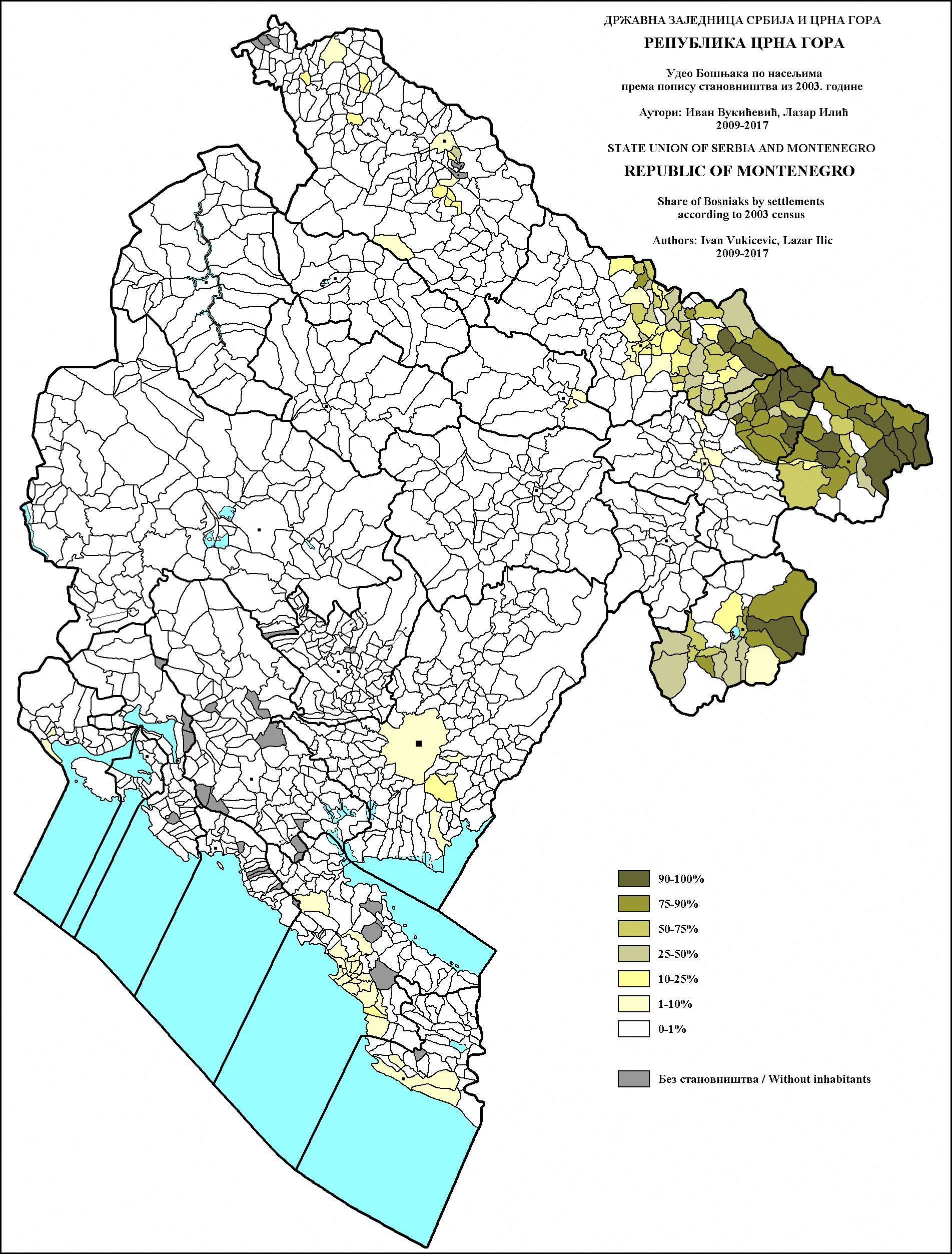
Доля босняков в Черногории по муниципальным образованиям в 2003 г.

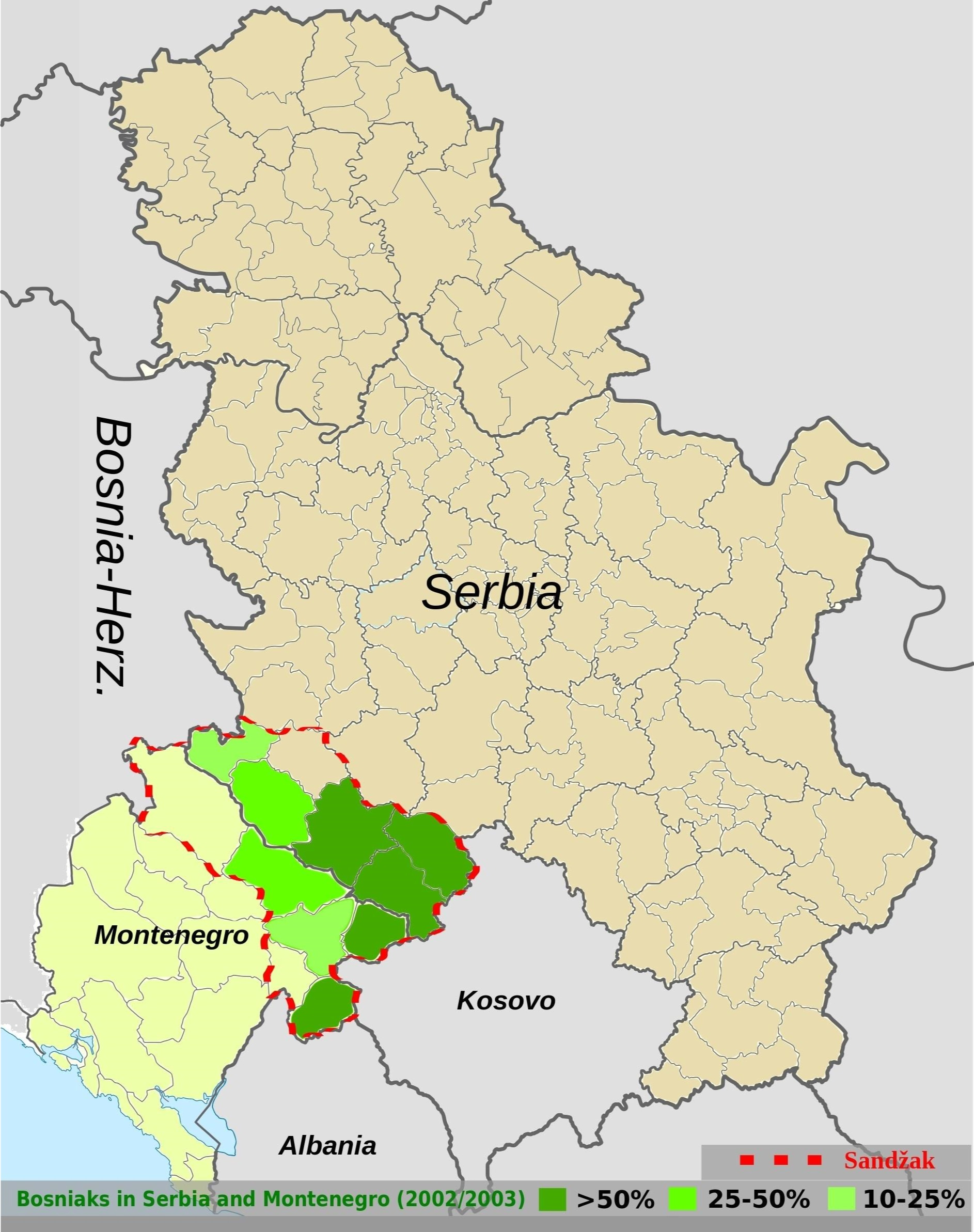
Босняки Сербии и Черногории в пределах разделенного региона Санджак (пунктирная красная линия).

Босняки в основном живут на севере Черногории, в районе Санджак, и составляют большинство населения в четырех муниципалитетах: Рожае (83,91%), Петница (83,02%), Плав (56%) и Гусинье (42,64%).

## История
Две трети санджакских босняков ведут свою родословную от жителей регионов собственно Черногории, откуда они начали уходить в 1687 году, после того как Османская империя утратила контроль над Бока-Которской. Эта тенденция продолжилась в Старой Черногории после 1711 года, когда было истреблено множество обращённых в ислам («istraga poturica»). Еще одним фактором, стимулировавшим миграцию в Санджак из Старой Черногории, был тот факт, что старое православное население Санджака двигалось в сторону Сербии и Габсбургской монархии (Воеводина) двумя волнами, сначала после 1687 года, а затем, после 1740 года, оставляя районы Санджака обезлюдевшими.
Последняя часть санджакских босянков прибыла из нескольких других мест. Часть из них прибыла из Славонии после 1687 года, когда Турция потеряла все земли к северу от Савы в австро-турецкой войне. Ещё больше прибыло из Герцеговины в период после 1876 года, и в частности после восстания в Герцеговине, организованного сербами против Австро-Венгрии и их мусульманских подданных. Сразу после этого последовала ещё одна волна из Боснии и Герцеговины, поскольку Берлинский трактат поставил вилайет Боснии под контроль Австро-Венгрии в 1878 году. Последняя волна эмиграции из Боснии последовала в 1908 году, когда Австро-Венгрия официально аннексировала Боснию, тем самым оборвав все прямые связи боснийских мусульман с Портой, их покровительницей. Сегодня босняки составляют крупное меньшинство в Черногории: здесь проживает более 50 000 тысяч представителей этого народа.

## Политика
- Основной политической партией босняков является Боснийская партия (БС), возглавляемая Рафетом Хусовичем. В настоящее время партия имеет два места в парламенте Черногории .
- Ещё одна — Партия справедливости и примирения в Черногории (SPP u Crnoj Gori), которую возглавляет Хазбия Калач.

Большинство боснийцев Черногории выступили за независимость Черногории во время референдума о независимости в 2006 году.

## Диалект
Славянский диалект Гусинье и Плава показывает очень сильное структурное влияние албанского языка. Его уникальность с точки зрения языковых контактов между албанским и славянским объясняется тем фактом, что большинство говорящих на славянском языке имеют албанское происхождение.

## Религия
Сегодня большинство босняков являются преимущественно мусульманами-суннитами и придерживаются ханафитской школы мысли и права, крупнейшей и старейшей школы исламского права в юриспруденции в суннитском исламе.